# Starke Orte

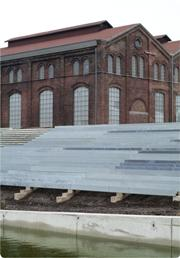
Einer der Ausstellungsorte: die Phoenixhalle Dortmund.

„Starke Orte – Kunst im Revier“ war ein Kunstprojekt von Künstlerbünden der Metropole Ruhr im Rahmen des Kulturhauptstadtjahres RUHR.2010.
Bei diesem Projekt schlossen sich 16 Künstlerbunde aus dem Ruhrgebiet erstmals zusammen, um 2010 spartenübergreifend in alternativen Spielstätten gemeinsame Ausstellungen zu organisieren.

## Ursprung und Konzept
Das Projekt „Starke Orte“ begann im Sommer 2007 auf Initiative des bochumerkünstlerbundes. Hintergrund war die beabsichtigte Teilnahme an den kulturellen Aktivitäten RUHR.2010. Aus dem Grundgedanken, dass „im Zusammenspiel verschiedener Künste wie Musik, Tanz, Schauspiel und bildende Kunst ein ganz besonderer Ort bespielt und in seiner Eigenart Teil des Kunstwerkes werden sollte“, entstand der Begriff „Starker Ort“.
Die Vorstellung, dass es im Ruhrgebiet viele solcher „Starken Orte“ gibt, ließ den Gedanken entstehen, sich mit Künstlerbünden bzw. -vereinigungen anderer Städte in Verbindung zu setzen, um ein Netz von Orten zu schaffen, an denen künstlerische Aktivitäten zeitgleich oder zu unterschiedlichen Zeiten stattfinden könnten. Auf einen Aufruf des bochumerkünstlerbundes meldeten zunächst 25 Künstlervereinigungen ihr Interesse an, an einem solchen Projekt mitzuwirken. Nach mehreren Treffen mit Vertretern der Vereinigungen wurde beschlossen, ein Gemeinschaftsprojekt zu entwickeln und für die jeweiligen „Starken Orte“ Konzepte für besondere Aktivitäten, Installationen und Performances zu erarbeiten.

## Ziel und Auswirkungen
Erstmals in ihrer Geschichte traten die Künstlerbünde des Ruhrgebiets im Projekt „Starke Orte“ als gemeinsame Akteure auf. Das Netzwerkprojekt erzeugte dabei ein Netz von Orten, die „durch ihre Architektur, Geschichte und Funktion etwas Typisches für Leben, Arbeit und Kultur des Ruhrgebiets“ repräsentieren. Durch das spartenübergreifende Zusammenspiel in unterschiedlichen Ausstellungen wurden die einzelnen Ausstellungsorte durch künstlerische Interpretationen neu belebt.
Die Ausstellungsreihe endete am 2. Oktober 2010 in der ehemaligen Ausbildungsstätte im Weichenwerk Witten mit einer Finissage und Katalogpräsentation. Außerdem fand unter der Teilnahme zahlreicher Projektbeteiligter ein Rück- sowie Ausblick statt.
Neben der Öffnung bisher unbeachteter Orte geht eine weitere Wirkung von dem Projekt aus. Die Vernetzung der Künstlervereinigungen soll über 2010 hinaus Bestand haben mit dem Ziel eines gegenseitigen Erfahrungsaustausches. Auch in Zukunft über lokale Grenzen hinweg als Netzwerk aktiv zu bleiben, über Aktivitäten zu informieren und an gemeinsamen Projekten zu arbeiten, ist das erklärte Ziel der Veranstalter.

## Ausstellungen
Für ihre insgesamt dreizehn „Starken Orte“ wie alten Industrieanlagen und Bunkern, einer Kirche sowie der unmittelbaren Auseinandersetzungen mit dem öffentlichen Raum, erarbeiteten die Künstlervereinigungen ungewöhnliche künstlerische Interventionen, Installationen und Performances. Die erste Gemeinschaftsausstellung begann im Luftschutzbunker Sodingen in Herne satt und endete im Dezember 2010 in Dortmund. Weitere Ausstellungsorte des Projekts waren in Bottrop, Duisburg, Bochum, Essen, Gelsenkirchen, Witten, Unna und Lünen.

## Orte und Projektbeschreibungen

### 1 – Turbinenhalle Bochum

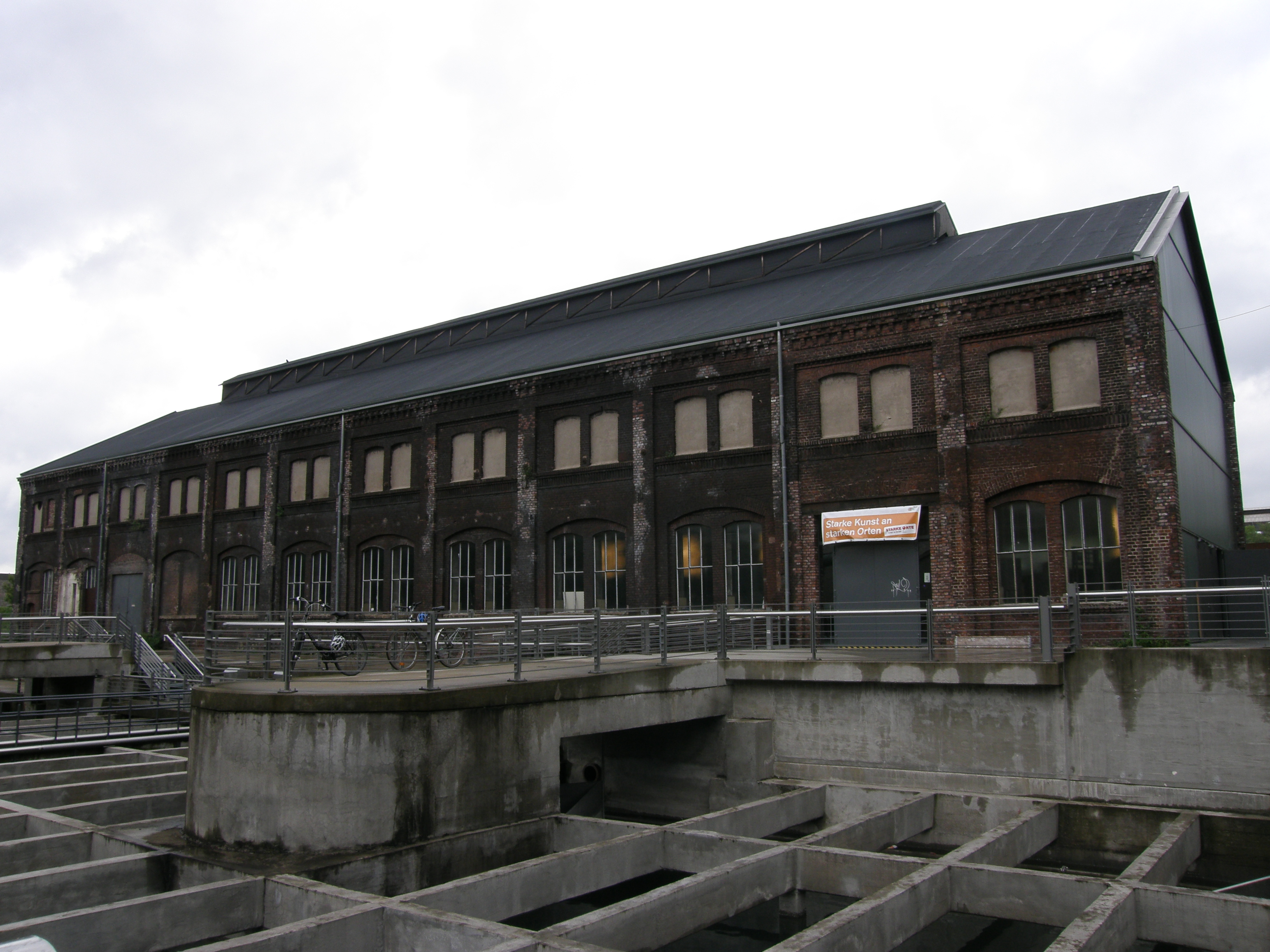
Die Turbinenhalle an der Jahrhunderthalle Bochum

Der „Starke Ort“ des bochumerkünstlerbundes ist die Turbinenhalle auf dem ehemaligen Gelände der Friedrich Krupp Hüttenwerke AG, dem heutigen Westpark. Dort zeigten auf einer Ausstellungsfläche von 700 m² ca. 30 Künstler auf den Ort bezogene Arbeiten.
- Termin: 2.–30. Mai 2010

### 2 – Malakowturm Zeche Prosper II, Bottrop

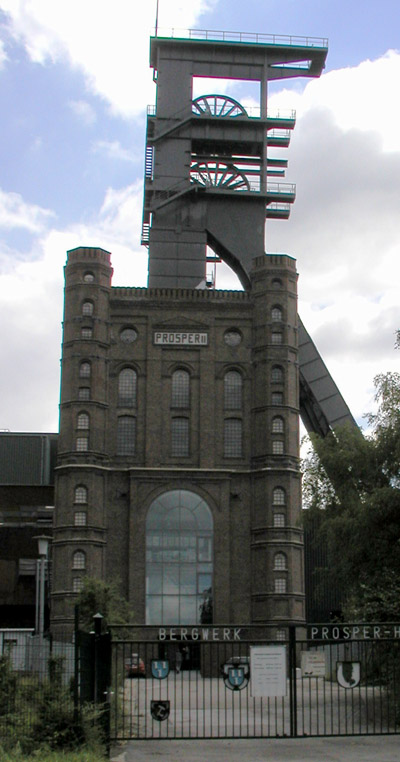
Malakowturm, Bottrop

Der 1872 auf Zeche Prosper II errichtete Malakow-Turm gilt als Denkmal der Industriekultur. Die angrenzende Heilig-Kreuz-Kirche wird seit 2008 nicht mehr als Pfarrkirche genutzt. Im Sinne des vernetzten Projektes „Starke Orte“ ergaben sich Gemeinsamkeiten zwischen Förderturm und Kirche. Der Titel „ora et labora“ erschloss Assoziation, Motivation und Chance zu künstlerischer Auseinandersetzung und Gestaltung.
Die Projektleitung erfolgte durch den Künstlerbund Bottrop.
- Termin: 11.–30. April 2010
- Art der Objekte Malakowturm: Bilder, Skulpturen (Innen und Außen), Installationen, Klangraum
- Art der Objekte Heilig-Kreuz-Kirche: Bilder, Videoinstallationen, Skulpturen (nur innen), Installationen, Klangraum

### 3 – Phoenixhalle Dortmund
Die Phoenixhalle wurde im Jahre 1905 errichtet. Seit Abschluss der Sanierungsarbeiten 2003 steht sie heute mit rund 2000 m² Fläche als Event-Ausstellungshalle zur Verfügung.
Die Projektleitung trug der Zusammenschluss der Dortmunder Künstlerbünde.(Dortmunder Gruppe, Westfälischer Künstlerbund Dortmund, BBK Ruhrgebiet, BBK Westfalen)
- Termin: 11. April–9. Mai 2010
- Art der Objekte: Serien, Skulpturen, Bilder, Installationen

### 4 – Atelierhaus Westfalenhütte Dortmund + Mauerprojekt

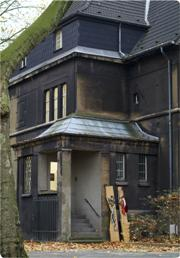
Atelierhaus Westfalenhütte, Dortmund

Das Atelierhaus Westfalenhütte liegt auf dem Werksgelände der Westfalenhütte Dortmund. Seit 2006 wird eines der vielen Gebäude auf dem Gelände als Atelierhaus genutzt, das neben der Galerie mit eigenen Ausstellungen auch mit der Teilnahme an Veranstaltungen wie der Extraschicht und der Dortmunder Museumsnacht auf sich aufmerksam machte.
Ein weiterer Ort zur Kunstvermittlung war die Mauer. Entlang der langen Mauer am Rande des Geländes bewegen sich täglich hunderte von Arbeitern und Angestellten, die zum Schichtwechsel – dem Thema für die künstlerischen Arbeiten entlang der Mauer – unterwegs sind.
Als künstlerische Assoziation für RUHR.2010 stand der Gedanke „Stadt in der Stadt“.
Die Projektleitung erfolgte durch Brigitte Bailer und Gruppe Duktus – Künstler im RuhrRevier.
- Geplanter Termin: Haus und Garten 30. Mai–30. Juli 2010; Mauer 21. März–Dezember 2010
- Art der Objekte: Malerei, Skulpturen, Installationen und Video

### 5 – Historisches Amtshaus Dortmund-Mengede

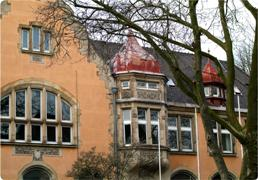
Historisches Amtshaus Dortmund-Mengede

Das 105 Jahre alte denkmalgeschützte Amtshaus Mengede steht nach einer Grundsanierung seit Januar 2010 mit erweiterten Nutzungsmöglichkeiten wieder zur Verfügung. Ortsbezogen wurde dort ein Konzept unter dem Namen „FREIRÄUME? Deutschlands dunkle Jahre – Aufbruch ins Helle“ entwickelt.
Die Projektleitung lag beim Bundesverband Bildender Künstler (BBK) Westfalen.
- Termin: 14. Mai–6. Juni 2010
- Art der auszustellenden Objekte: Malerei, Zeichnung, Fotografie, Skulptur, Installation, Frei

### 6 – Landschaftspark Duisburg-Nord

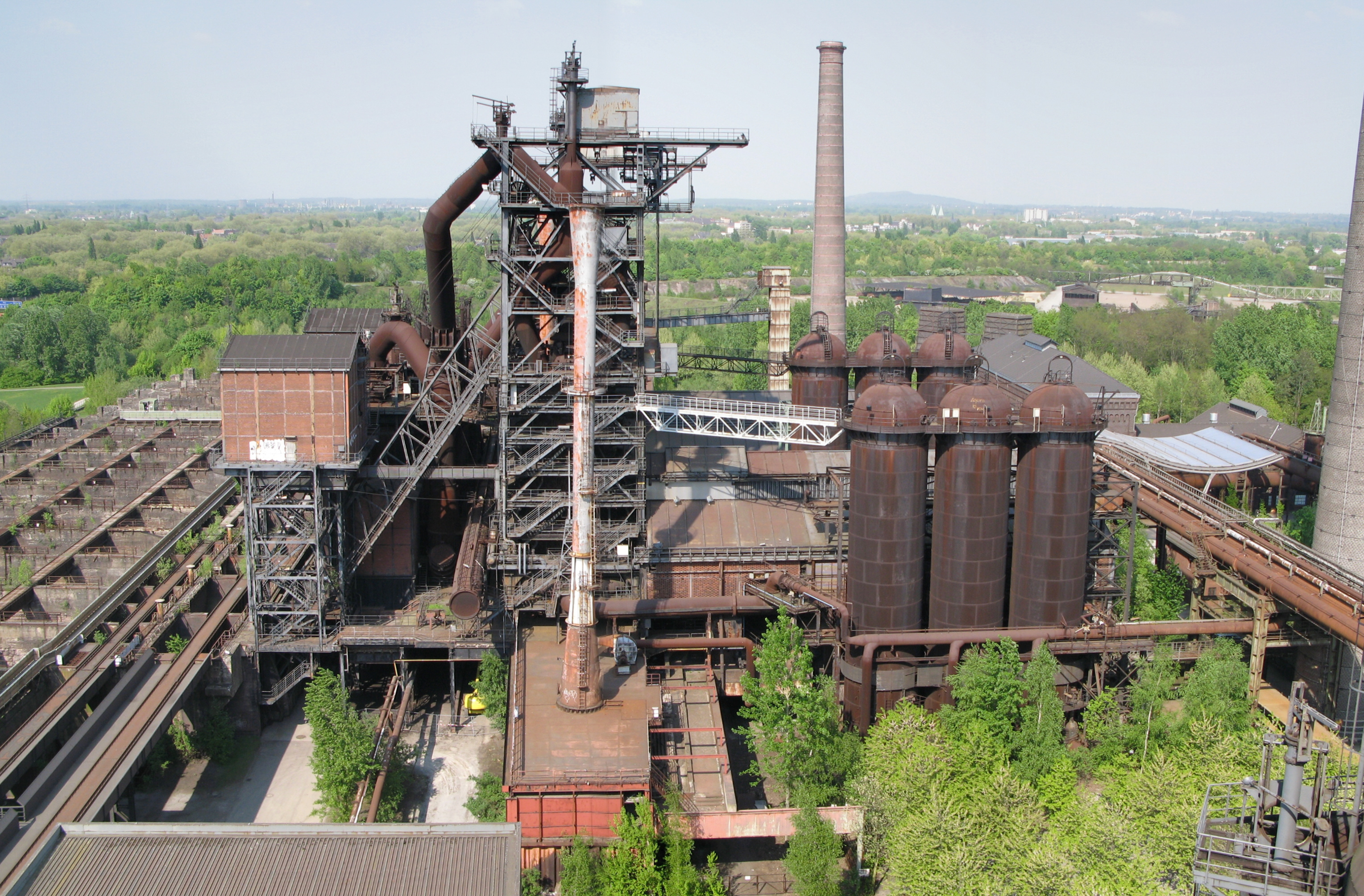
Landschaftspark Duisburg Nord

Der Landschaftspark Duisburg-Nord ist ein etwa 230 Hektar großes Industriegelände rund um das stillgelegte Hüttenwerk in Duisburg-Meiderich, für dessen Erhalt sich die Interessengemeinschaft Nordpark starkgemacht hatte.
Für RURH.2010 wurde mit Unterstützung der IG Nordpark der Außenbereich für die Ausstellung von Großskulpturen, Großplastiken und Installationen genutzt. Thematisch ging es dabei um das Spannungsfeld Industrie – Natur – Kunst. Die Kunst gibt dem Ort eine neue Bedeutung und Erfahrung und umgekehrt.
Die Projektleitung erfolgte durch den Duisburger Künstlerbund.
- Termin: 30. April bis Mitte September 2010
- Art der Objekte: Installationen, Großplastik, Großskulpturen

### 7 – Scheidt’sche Hallen und Kammgarnspinnerei, Essen

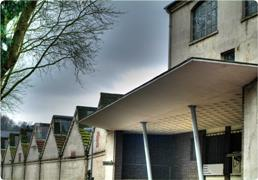
Scheidt’sche Tuchfabrik und Kammgarnspinnerei, Essen-Kettwig

Die Scheidt’sche Kammgarnspinnerei mit Wollboden gehörte einst zu den Scheidt’schen Tuchfabriken Kettwig, dem zu Beginn des 19. Jahrhunderts größten Arbeitgeber am Ort. In der ehemaligen Lisseuse der Fabrik zeigten 36 Künstler ihre Arbeiten. Untertitel der Ausstellung: Spannweiten.
Die Projektleitung hatten der RKB Essen, Gedok NRR, WBK.
- Termin: 24. April–30. Mai 2010
- Art der Objekte: Installationen, Objekte, Malerei, Video, Performance, Tanz, Literatur

### 8 – Hochbunker Gelsenkirchen

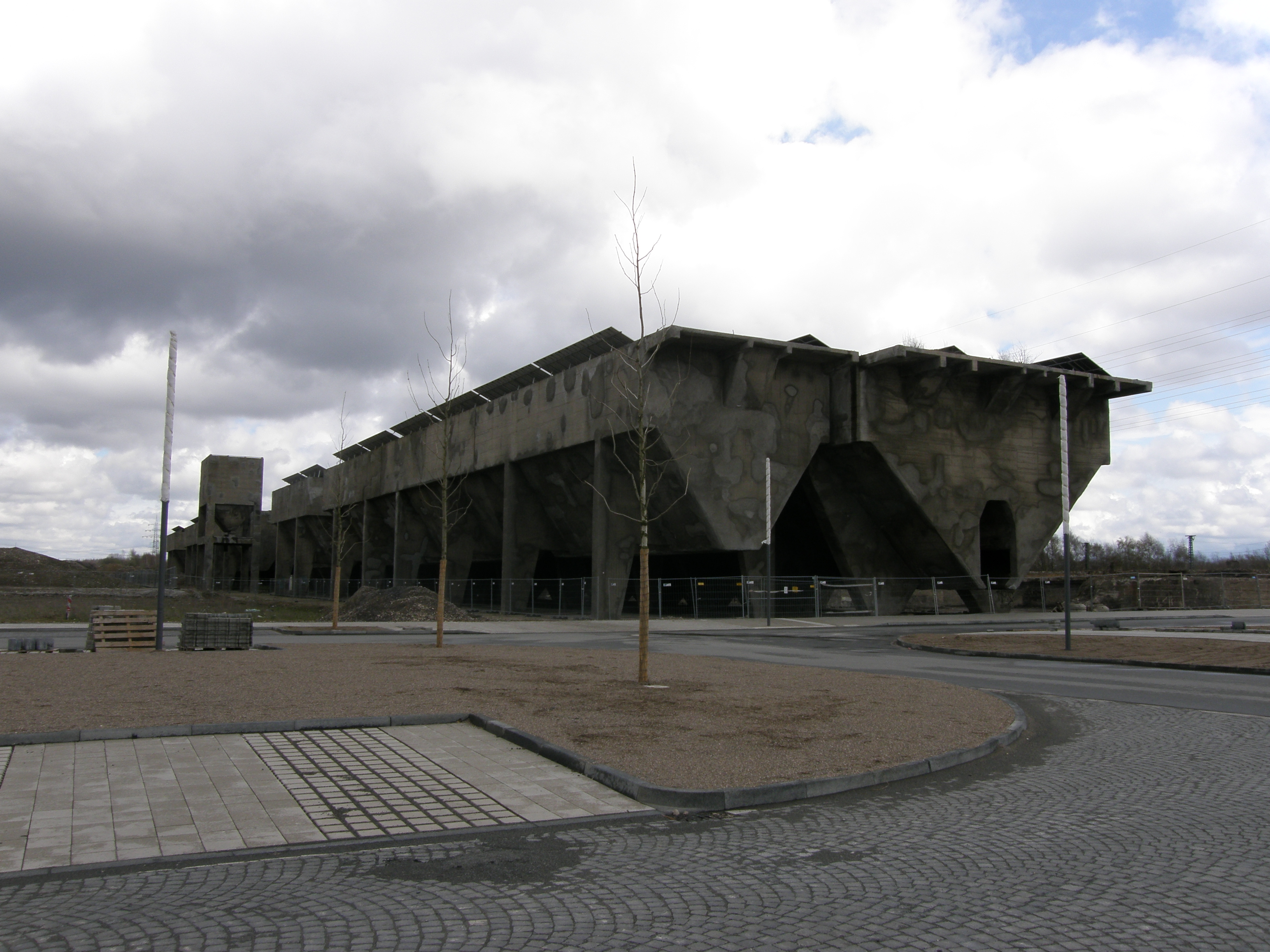
Solarbunker Gelsenkirchen noch unbespielt

Auf dem Gelände des ehemaligen Schalker Vereins in Gelsenkirchen steht als Relikt der Kohle- und Erzbunker. Aufgrund seiner Größe und massiven Beschaffenheit konnte er nicht zurückgebaut werden. Im Außenbereich wurden die, aufgrund der Höhe nicht dem Vandalismus zugänglichen Flächen, im oberen Betonband genutzt. Dieses Band hat eine Höhe von 4 m und eine Länge von 235 m, aufgeteilt auf der einen Seite in 27 Segmente, auf der anderen Seite in 14 Segmente. In den 41 Segmenten wurde jeweils eine künstlerische Arbeit auf Meshgewebe in der Größe 3 × 3 m angebracht.
Die Projektleitung erfolgte durch den Bund Gelsenkirchener Künstler.
- Termin: 19. Juni–28. November 2010
- Art der Objekte: Außenarbeiten

### 9 – Luftschutzbunker Sodingen, Herne

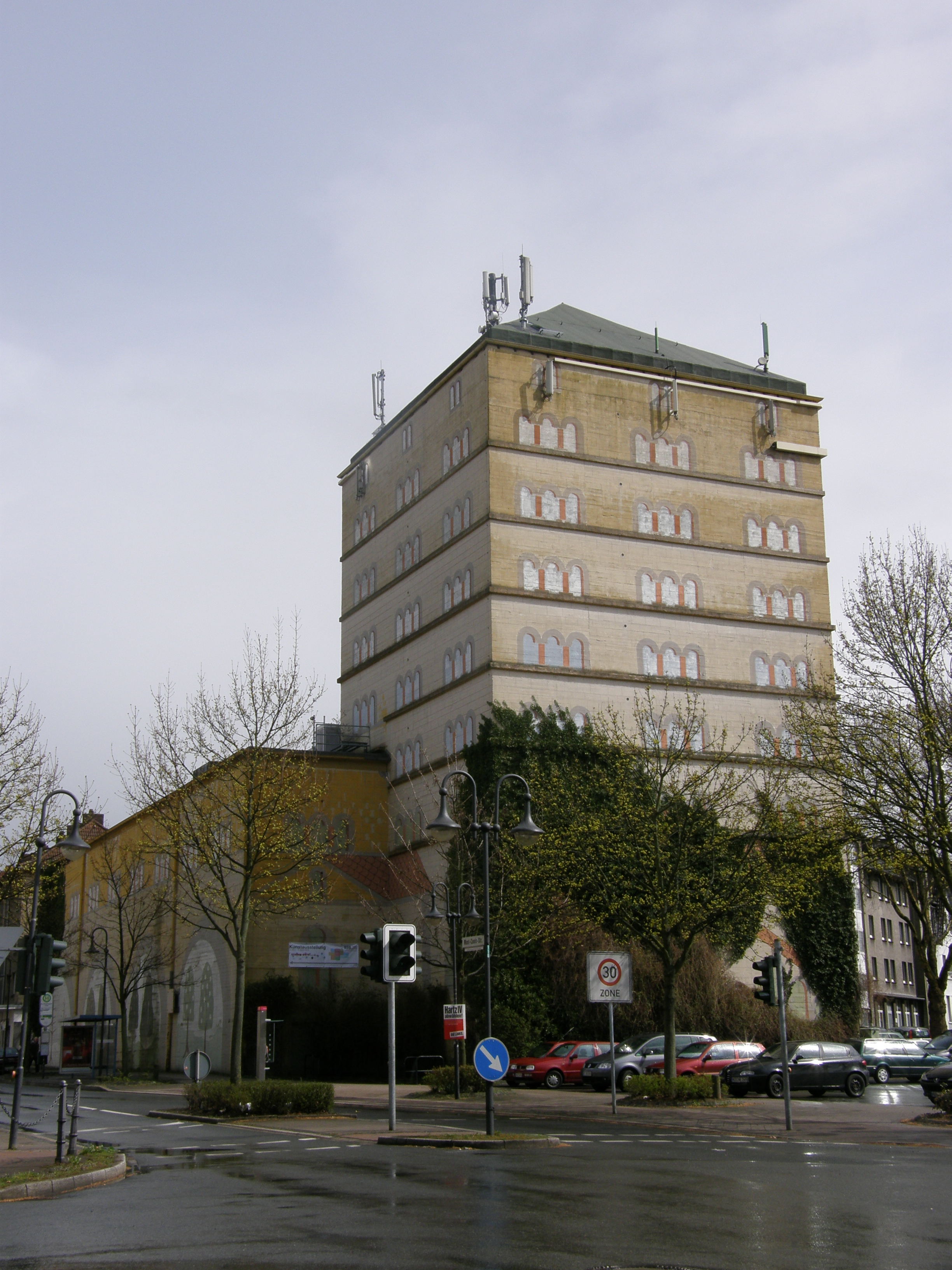
Luftschutzbunker in Herne-Sodingen

In unmittelbarer Nähe zur Akademie Sodingen prägt der Luftschutzbunker durch seine Dominanz das Stadtteilbild. Im Rahmen des Kulturhauptstadtjahres wurde eine Gesamtausstellung unter Beteiligung aller Künstlervereinigungen der „Starken Orte“ realisiert.
Die Projektleitung übernahm der Herner Künstlerbund.
- Termin: 6. März–4. April 2010

### 10 – Lippeauen, Lünen
In Zusammenarbeit mit den BBKs Westfalen und Ruhrgebiet sowie dem Kulturbüro wurde für das Kulturhauptstadtjahr ein Land-Art-Projekt entwickelt, in dessen Rahmen temporäre und feste Objekte entlang des Ufers der Lippe und im Mündungsgebiet der Seseke installiert wurden. Auch die Möglichkeiten, Aktionen auf dem Fluss zu inszenieren, wurden genutzt.
Die Projektleitung erfolgte durch die Künstlergruppe Acht (Lünen).
- Termin: 6.–12. September 2010
- Art der Objekte: temporäre und feststehende LandArt-Objekte

### 12 – Ehemalige Ausbildungsstätte Weichenwerk, Witten
Die ehemalige Lehrwerkstatt des Bundesbahnweichenwerks in Witten wurde um die Jahrhundertwende des 20. Jh. errichtet. Bis zum Jahr 2000 wurde das Gebäude als Ausbildungswerkstatt genutzt. Für das Projekt „Starke Orte“ standen Erdgeschoss, Hauptraum und Schmiede zur Verfügung. Unter dem Projekttitel „Kunst (Weichen)Werk“ wurden in den beiden Hallen verschiedene künstlerische Projekte verwirklicht werden, die Bezug zum Ort und der ehemaligen Aufgabe als Lehrwerkstatt und dem wirtschaftlichen Wandel im Ruhrgebiet nahmen.
Die Projektleitung hatte der Wittener Künstlerbund.
- Termin: 15. August–30. September 2010
- Art der Objekte: Installation, Objekte, Malerei, Video, Performance, Tanz, Theater, Literatur

## Partner
„Starke Orte“ ist eine Projektinitiative des bochumerkünstlerbundes mit den Partnern:
- Künstlerbund Bottrop,
- Bund Bildender Künstler Westfalen,
- Gruppe Duktus & Atelierhaus Westfalenhütte,
- Dortmunder Gruppe,
- Westfälischer Künstlerbund Dortmund,
- Bundesverband Bildender Künstler Ruhrgebiet,
- Duisburger Künstlerbund,
- Ruhrländischer Künstlerbund Essen,
- Gedok Niederrhein-Ruhr,
- Werkkreis Bildender Künstler,
- Bund Gelsenkirchener Künstler,
- Herner Künstlerbund,
- Künstlergruppe Acht Lünen,
- Kunstforderer Unna,
- Wittener Künstlerbund